# Кусака Дзін'їті
Дзін'їті Кусака (草鹿 任 一 Kusaka Jin'ichi, 7 грудня 1888 — 24 серпня 1972) — адмірал у Японському імператорському флоті під час Другої світової війни, двоюрідний брат адмірала Рюносуке Кусаки.

## Біографія
Народився в префектурі Ісікава. Закінчив Імператорську морську академію. Служив мічманом на крейсерах «Соя» та «Чийода», а також енсином на крейсері «Токіва» і лінкорі «Акі». В чині лейтенанта під час Першої світової війни служив на крейсері «Асама», потім на лінкорі «Кашима» і есмінці «Хамакадзе», проте ці кораблі не брали участі в бойових діях. Після закінчення війни навчався у військово-морському коледжі, після закінчення якого в 1921 році отримав звання лейтенанта-командера. Кусака отримав призначення на лінкор «Хіей» на посаду віце-головного артилериста, а пізніше на лінкори «Ямашіро» і «Нагато» як головний артилерист.
Після підвищення Кусаки до звання капітана I рангу він з 1 грудня 1930 року був за кордоном у США і Європі протягом одного року. Після повернення він отримав під своє командування крейсер «Кітакамі». Згодом став капітаном лінкора «Фусо». 1 грудня 1936 року Кусака отримав звання контр-адмірала і став комендантом військово-морської артилерійської школи. 15 листопада 1940 року підвищений до звання віце-адмірала.
Після початку війни на Тихому океані Кусака командував японською імператорською військово-морською академією. 28 вересня 1942 року прийняв командування 11-м повітряним флотом, який базувався в Рабаулі в Новій Британії. Протягом всієї кампанії на Гуадалканалі літаки Кусаки боролися з ВПС Союзників за панування в повітряному просторі над Гуадалканалом, в результаті перемогли ВПС Союзників. 11-й повітряний флот також підтримував японські військові операції в Новій Гвінеї.
24 грудня 1942 року всі японські військово-морські сили в Новій Гвінеї та Соломонових островах були об'єднані в новостворений південно-східний тихоокеанський флот, в якому Кусака став одним із командуючих.
6 вересня 1945 року Кусака, будучи старшим офіцером військово-морських сил в районі Рабаула поряд із Хітосі Імамурою, який командував японською імператорською армією, підписав акт капітуляції перед Союзниками.